# Samagaun
Samagaun (nep. समागाउँ) – gaun wikas samiti w zachodniej części Nepalu w strefie Gandaki w dystrykcie Gorkha. Według nepalskiego spisu powszechnego z 2001 roku liczył on 221 gospodarstw domowych i 732 mieszkańców (399 kobiet i 333 mężczyzn).